# Devarodes translucens
Devarodes translucens là một loài bướm đêm trong họ Geometridae.